# Gelasio Floris
Gelasio Floris (Tortolì, ... – ...; fl. XIX secolo) è stato uno storico e geografo italiano del XIX secolo.

## Biografia
Frate agostiniano che, nel 1829, scrisse il Componimento topografico storico della Sardegna comprensivo di rilievi topografici (manoscritto conservato nella Biblioteca universitaria di Cagliari). In esso vi sono indicazioni di geografia, agraria, storia sarda, archeologia. 